# Хронология событий в Губе
Ниже приводится хронология города Губа, Азербайджан.

## Ранний период
- VI век — основание города[2].
- 1312 год — построена мечеть Ардебиль[3].

## XV-XIX века
- XVIII век — Хусейн Али стал ханом Губы и возвёл крепостные стены вокруг всего города
- 1735 год — город стал центром Кубинского ханства[4].
- 1742 год — неподалёку от города основана Красная Слобода[5][6].
- 1774 год — вторжение кайтагского уцмия и захват города.
- 1802 год — построена Джума-мечеть.
- 1810 год — основание Губинской провинции.
- 1813 год — город присоединен к Российской империи.
- 1828 год — основана православная церковь во имя Успения Богородицы.
- 1837 год — город стал центром крестьянского восстания
- 1840 год — город включен в Дербентскую губернию.
- 1854 год — построена Мечеть Сакина-Ханум.
- 1860 год — город включен в Бакинскую губернию[7].
- 1894 год — построен Гудиалчайский мост.

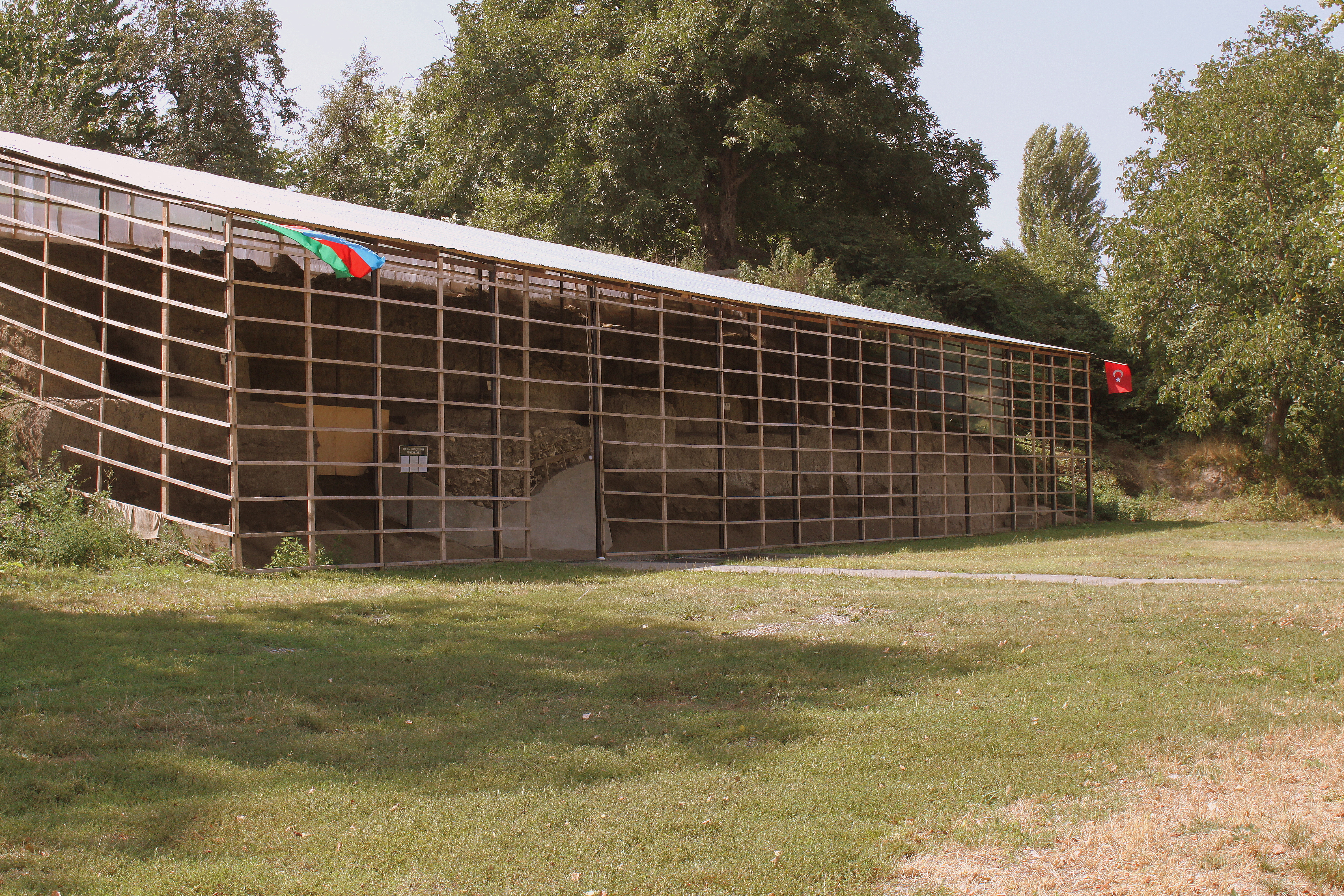
Массовое захоронение

## XX-XXI века
- 1905 год — построена мечеть Хаджи-Джафар[3].
- март-апрель 1918 года — Мартовские события[8].
- 1943 год — основан Музей местной истории имени Аббаскули Бакиханова.
- 2007 год — обнаружено массовое захоронение на берегу реки Гудиалчай[9][10].
- 2010 год —  начато строительство Мемориального комплекса геноцида[11][12].
- 2011 год —  Губа и Эрзинь стали побратимами[13].
- 2019 год —  Губа и Маалот-Таршиха стали побратимами[14].
- 2021 год —  Губа и Кант стали побратимами[15].